# Annerose Matz-Donath
Annerose Matz-Donath (Geburtsname Annerose Gröppler; * 29. August 1923 in Leipzig; † 27. August 2022) war eine deutsche Journalistin und ein Opfer des Stalinismus.

## Leben
Nach eigener Aussage verbrachte Annerose Matz-Donath die meisten Jahre in der Zeit des Nationalsozialismus unpolitisch. Sie begann während des Zweiten Weltkriegs ein Studium der Fächer Publizistik, Geschichte und Germanistik an der Universität Leipzig. 1943 wurde sie Mutter einer Tochter. Nachdem sie im Sommer 1944 durch Zufall Näheres von den Konzentrationslagern erfahren hatte, wurde ihr bewusst, dass Deutschland von „Verbrechern“ regiert wurde. Sie beschrieb das später als „Erkenntnisschock“.
Nachdem Deutschland 1945 von der nationalsozialistischen Herrschaft befreit war, wollte sie am Aufbau eines demokratischen „politisch-sittlich neuen Deutschlands“ aktiv mitwirken. Die Universitäten waren nach Kriegsende zunächst geschlossen und sie bemühte sich ohne abgeschlossenes Studium um eine Stelle als Journalistin, nachdem sie Praktika bei den Leipziger Neuesten Nachrichten und der DENA absolviert hatte. Anfang 1946 bewarb sie sich als Volkskorrespondentin in Halle (Saale), der damaligen Hauptstadt von Sachsen-Anhalt. Nach mehreren erfolglosen Bewerbungen konnte sie als Volontärin im Aufbaustab der Liberal-Demokratischen Zeitung der LDP Sachsen-Anhalt beginnen. Praktisch musste sie von Anfang an als vollwertige Redakteurin arbeiten. Nach der Übersiedlung des Chefredakteurs in den Westen wurde sie im Herbst 1947 stellvertretende Chefredakteurin. Sie war verantwortlich für das Ressort Politik.
Eine ihrer Hauptaufgaben war es, die Verbindung zu den Zensuroffizieren von der Sowjetischen Militäradministration zu pflegen, obwohl diese vor jeder Zeitungsausgabe diese mehrere Stunden lang in der Redaktion und der Druckerei die Zeitung kontrollierten. Dabei fielen schon Formulierungen wie „warmer Westwind“ ihrer Zensur zum Opfer. Kritische Stimmen von Parteiversammlungen der LDP oder gar ablehnende Meinungen zu allgemeinen politischen Themen, Problemen und Ereignissen wurden komplett zensiert. Matz-Donath musste feststellen, dass die LPD und ihre Zeitung der SED nur als demokratisches „Feigenblatt“ dienten und Pressefreiheit in der SBZ nicht existierte. Irgendwann konnte sie es vor sich selbst nicht mehr rechtfertigen, offene Lügen zu verbreiten. Über einen Bekannten, der im Zweiten Weltkrieg aktiv am Attentat vom 20. Juli 1944 beteiligt war, konnte sie Informationen an General Clay überbringen lassen. Dieser sollte sie im Alliierten Kontrollrat gegenüber der sowjetischen Administration verwenden. In Halle und der SBZ blieb sie in der Hoffnung auf eine versprochene „Deutschlandkonferenz“ der Alliierten. Nach dieser sollte ihrer Meinung nach die Mehrheit der Bevölkerung, die in den Wahlen zum Landtag 1946 mehrheitlich nicht die SED, sondern CDU und LDP gewählt hatte, eine journalistische Stimme haben. Und auch wenn ihr offenes Schreiben unmöglich war, hoffte sie, zwischen den Zeilen Information und Lebenshilfe bieten zu können.
Ihr Ehemann war seit 1948 im Westen und ließ sich später, während sie inhaftiert war, scheiden.
Ihre oppositionelle Haltung gegenüber der SED fiel manchem auf und sie wurde Anfang 1948 bei der Liberal-Demokratischen Zeitung entlassen. Der Nachfolger machte aus der Zeitung ein reines Hetzblatt im Sinne der SED, in dem alle anders Denkenden als „westliche Kapitalisten, Kriegstreiber und Imperialisten“ bezeichnet wurden. Annerose Matz-Donath konnte es beim LDP-Parteivorstand erreichen, dass sie und der alte Chefredakteur wieder eingestellt wurden und ihre Nachfolger die Zeitung wieder verließen. Wenige Monate später wurde sie von der sowjetischen Geheimpolizei und der von der SED im Aufbau befindlichen politischen Polizei K5 morgens früh verhaftet. Nach mehreren Monaten mit unmenschlichen Haftbedingungen und Verhören mit Folter wurde sie am 23. Oktober 1948 wegen „Spionagetätigkeit“ zu 25 Jahren Arbeitserziehungslager verurteilt. Inhaftiert war sie zuerst im Gefängnis Halle, danach zwischenzeitlich im Speziallager Sachsenhausen, bevor sie nach einem weiteren Aufenthalt in Halle im Gefängnis Bautzen eingesperrt wurde. Im Sommer 1950 wurde sie ins Frauengefängnis Hoheneck verbracht. Nach einem Hungerstreik der dortigen Gefangenen im Oktober 1953 wurde sie mit 52 anderen Frauen als „Rädelsführerin“ ins Gefängnis Brandenburg-Görden gebracht, von wo sie 1956 wieder nach Halle verlegt wurde. Auch nach mehreren Amnestie-Terminen im DDR-Strafvollzug wie 1953 nach Stalins Tod und 1956, als alle SMT-verurteilten Frauen außer NS-Täterinnen entlassen wurden, blieb sie weiter eingesperrt. Obwohl sich ihre Familie und auch die Bundesregierung im Westteil Deutschlands unablässig um ihre Freilassung bemühten und sogar Wilhelm Pieck als Staatspräsident der DDR einen Entlassungsvorschlag befürwortet hatte, blieb sie sie wegen eines Aktenvermerks, der von Erich Mielke zumindest mit verantwortet war, bis zum 25. Oktober 1959 inhaftiert. Dazu musste sie sich im Gefängnis als Geheime Mitarbeiterin des Staatssicherheitsdienstes verpflichten, was sie, wenn auch nur zum Schein, auch tat. Ihre Tochter, die sie zuletzt als Dreijährige sah, konnte sie erstmals wiedersehen.
Sie flüchtete 1959 in den Westen, wo sie auch von ihrer erzwungenen Verpflichtung sofort berichtete. Dort arbeitete sie für viele Jahre bei der Deutschen Welle im politischen Programmbereich. Zeitweise war sie verantwortlich für das russische Programm. Daneben koordinierte und leitete sie die Arbeitsgemeinschaft „Lernt deutsch“ zur Produktion von Deutschkursen für das Ausland. Beteiligt an der Arbeitsgemeinschaft waren die Deutsche Welle, das Goethe-Institut, das Auswärtige Amt und der Deutschlandfunk.
1970 heiratete sie wieder.
1986 musste sie aufgrund der in der langen Haftzeit entstanden Gesundheitsschäden vorzeitig in den Ruhestand gehen. Nachdem sich ihre Gesundheit wieder verbessert hat, forscht sie seit 1990 in deutschen und russischen Archiven zum Schicksal verfolgter Frauen in der kommunistischen Diktatur. Die Ergebnisse, ergänzt um 130 Interviews mit Zeitzeuginnen, hat sie im Jahr 2000 in dem Buch Die Spur der roten Sphinx veröffentlicht. Sie hatte dort auch die soziologischen Daten der Gefangenen aufgeschlüsselt, was mit den späteren Arbeiten der Historiker Lutz Niethammer und Natalja Jeske erstmals dokumentierte, dass nur ein kleiner Teil der Inhaftierten Täter während der NS-Zeit waren – und selbst diese nur als sogenannte „kleine Nazis“. Die meisten Häftlinge waren willkürlich aufgrund des politischen Artikel 58 des Strafgesetzbuches der RSFSR inhaftiert worden.
Annerose Matz-Donath sieht in der nicht vorhandenen fotografischen Dokumentation der Leiden in den Speziallagern und Gefängnissen der SMAD und später der DDR einen wichtigen Grund, weshalb diese von der Gesellschaft nicht gesehen werden. Ihr wird vorgeworfen, dass sie damit aussagen will, deren Leiden würden im Vergleich zu denen der KZ-Insassen während des Nationalsozialismus nur deshalb weniger registriert.
Seit 1991 engagiert sie sich in verschiedenen Gruppen ehemaliger Häftlinge und steht als Referentin zur Verfügung. Dabei hilft sie auch anderen ehemaligen Gefangenen bei deren Rehabilitationsanträgen.
Am 21. Juni 1993 wurde sie von der Militär-Generalstaatsanwaltschaft in Moskau rehabilitiert, da man sie „schuld- und grundlos verhaftet“ und „rechtswidrig, aus politischen Gründen“ verurteilt hatte.
Zu ihrer Zeit in der SBZ sagte sie später:

„Geblieben ist nichts als unser teuer bezahltes gutes Gewissen. Wir kämpften tapfer gegen die gleiche Art der Vergewaltigung von Menschen und Recht, wie sie schon in der Nazizeit stattgefunden hatte. Und niemand kann uns den Vorwurf machen, dass wir ein zweites Mal willig mitgelaufen sind.“

## „Die Spur der roten Sphinx“

### Inhalt und Entstehung
Schon kurz nach ihrer Freilassung 1960 hatte Annerose Matz-Donath erstmals begonnen, ein biografisches Buch über ihr Erleben zu schreiben. Damals hatte sie aber keine Chance, als unbekannte ehemalige Inhaftierte einen Verlag zu finden. Auch war es nach ihrer Erfahrung fast unmöglich, gegen den sich später in der 68er-Bewegung zeigenden Zeitgeist anzukommen, in dem es nicht opportun war, Verbrechen des Kommunismus zu benennen.
1990 fing sie an, die nach dem Niedergang des Kommunismus geöffneten russischen Archive und deutsche Archive zum Schicksal verfolgter Frauen in der SBZ und danach in der DDR zu erforschen. Zusätzlich befragte sie 130 Zeitzeuginnen, von denen allerdings viele anonym bleiben wollten. Ausgedruckt ergaben die Protokolle ihrer Interviews 10.000 Seiten. Authentisch schildert das Buch sowohl die Inhaftierung Tausender Frauen, die von der SMAD im ehemaligen KZ Sachsenhausen meist ohne Gerichtsurteil eingesperrt wurden, als auch von den während der Präsidentschaft von Walter Ulbricht 1.300 unschuldig verurteilten Frauen im Gefängnis Hoheneck. Eingegangen wird auch auf die über 1000 dort geborenen Kinder, welche ihren Müttern nach der Geburt entrissen wurden. Ebenso beschreibt das Buch Schicksale von ungefähr 1000 Kindern ab neun Jahren, die im Speziallager Nr. 2 Buchenwald inhaftiert waren. Ein Teil des Werks widmet sich dem Schicksal von über 10.000 unschuldig inhaftierten Jugendlichen, von denen laut sowjetischen Akten fast 3500 die Lagerhaft nicht überlebten. Geschildert wird, dass es zwar keine geplanten Massenmorde in den Lagern gab, die Lagerbedingungen kurz nach dem Krieg mit Hunger, Entkräftungen sowie unbehandelten Krankheiten und Seuchen aber „Lebensbedingungen als perfekte Sterbehilfe“ organisierten. Das Buch geht auch auf die nicht gewährte Hilfe und Haftentschädigung für viele der vorher unschuldig Eingesperrten durch die Bundesrepublik Deutschland ein. Der Druck des Buches wurde von der Bundesstiftung zur Aufarbeitung der SED-Diktatur gefördert.
Der Titel des Buchs nimmt Bezug auf ein Sphinx-Standbild in Sankt Petersburg für Opfer des Terrors unter Lenin und Stalin.

### Stimmen zum Buch
Wolfgang Thierse schrieb als damaliger Bundestagspräsident, dass ihn das Buch „zutiefst erschüttert“ habe. Es gebe den damals entstandenen Leiden ein Gesicht. Ein besonderes Verdienst von Matz-Donath sei es, dass keine Verbitterung bleibt und „Versöhnliches Platz greift“.
Die Mitteldeutsche Zeitung nannte das Buch ein wichtiges farbiges Nachkriegsdokument, das sich spannend bis zum Schluss lesen lasse.
Sabine Fröhlich schrieb in ihrer Rezension des Buches in der Frankfurter Allgemeinen Zeitung, das es keinen Grund gebe an dem im Buch geschilderten Unrecht der befragten Frauen zu zweifeln. Sie vermisst in dem Buch die sachliche Auseinandersetzung und sprachliche Distanz. Für Fröhlich relativiert das Buch die Verbrechen des Kommunismus zu denen des Nationalsozialismus. Sie findet schon den Vergleich an sich fragwürdig und die gegenseitige „Aufrechnung“ durch nichts zu rechtfertigen.

## Werke
- Deutsche Frauen vor sowjetischen Militärtribunalen – die Spur der roten Sphinx, Lindenbaum-Verlag, Beltheim 2014, ISBN 978-3-938176-53-5.
  - Die Spur der Roten Sphinx – deutsche Frauen vor sowjetischen Militärtribunalen, Bublies, Schnellbach 2000, ISBN 3-926584-11-4.
- Kämpferinnen und Opfer – Politisch verfolgte Frauen in der sowjetischen Besatzungszone. In: Brigitte Kaff: „Gefährliche politische Gegner“ – Widerstand und Verfolgung in der sowjetischen Zone/DDR, Düsseldorf 1995, S. 45–105.[4]
- Die Frau in der Werbung. Eine Dokumentation der Preisverleihungen „Schwarze Schwanzfeder, Goldenes Ei“ (= Schriftenreihe der Aktion Klartext e.V. Nr. 6), Baden-Baden 1984.[12]